# Polímero ramificado

Cadeia ramificada: Uma cadeia com ao menos
um ponto de ramificação intermediário entre as
unidades ligadas.

Ponto de ramificação em um polímero

Glicogênio, um polissacarídeo ramificado

Em química de polímeros, a ramificação ocorre pela substituição de um substituinte, e.g., um átomo de hidrogênio, em uma subunidade monômero, por outra cadeia ligada covalentemente deste polímero; ou, no caso de um copolímero grafitizado (ou enxertado), por uma cadeia de outro tipo. Polímeros ramificados tem conformações moleculares mais compactas e simétricas, e exibe comportamento dinâmico intra-heterogêneo em relação aos polímeros não ramificados. Em borracha reticulada por vulcanização, ramificações curtas de  enxofre ligam cadeias de poli-isopreno (ou uma variante sintética) em um elastômero termofixo de ramificações múltiplas. Borracha também pode ser tão vulcanizada que torna-se um sólido rígido, tão duro que pode ser usado como uma ponteira de cachimbo. De fato, nos primórdios da indústria da borracha vulcanizada, Charles Goodyear chegou a desenvolver toda uma possível indústria de móveis de borracha, em substituição à madeira, além de inúmeros objetos de uso doméstico de menores proporções. Cadeias de policarbonato podem ser reticuladas para formar plástico termofixo mais duro e mais resistente ao impacto, usado em vidros de segurança.